# Ritopek
Ritopek (izvirno srbsko Ритопек) je naselje v Srbiji, ki upravno spada pod Mestno občino Grocka; slednja pa je del Mesta Beograd.

## Demografija
V naselju živi 1901 polnoletni prebivalec, pri čemer je njihova povprečna starost 42,2 let (41,2 pri moških in 43,3 pri ženskah). Naselje ima 653 gospodinjstev, pri čemer je povprečno število članov na gospodinjstvo 3,49.
To naselje je v glavnem srbsko (glede na popis iz leta 2002), a v času zadnjih 3 popisov je opazen porast števila prebivalcev.
|  |

| Demografija | Demografija     | Demografija     |
| Leto        | Št. prebivalcev | Št. prebivalcev |
| ----------- | --------------- | --------------- |
|             |                 |                 |
|             |                 |                 |
|             |                 |                 |
|             |                 |                 |
| 1948        | 1892            |                 |
| 1953        | 1980            |                 |
| 1961        | 1956            |                 |
| 1971        | 1886            |                 |
| 1981        | 2002            |                 |
| 1991        | 2163            | 2045            |
| 2002        | 2349            | 2284            |
|             |                 |                 |

| Etnična sestava po popisu iz leta 2002 | Etnična sestava po popisu iz leta 2002 | Etnična sestava po popisu iz leta 2002 | Etnična sestava po popisu iz leta 2002 | Etnična sestava po popisu iz leta 2002 |
| -------------------------------------- | -------------------------------------- | -------------------------------------- | -------------------------------------- | -------------------------------------- |
| Srbi                                   | Srbi                                   |                                        | 2.205                                  | 96,54%                                 |
| Črnogorci                              | Črnogorci                              |                                        | 12                                     | 0,52%                                  |
| Romi                                   | Romi                                   |                                        | 10                                     | 0,43%                                  |
| Makedonci                              | Makedonci                              |                                        | 9                                      | 0,39%                                  |
| Hrvati                                 | Hrvati                                 |                                        | 6                                      | 0,26%                                  |
| Romuni                                 | Romuni                                 |                                        | 4                                      | 0,17%                                  |
| Jugoslovani                            | Jugoslovani                            |                                        | 3                                      | 0,13%                                  |
| Muslimani                              | Muslimani                              |                                        | 2                                      | 0,08%                                  |
| Bolgari                                | Bolgari                                |                                        | 2                                      | 0,08%                                  |
| Čehi                                   | Čehi                                   |                                        | 1                                      | 0,04%                                  |
| Slovenci                               | Slovenci                               |                                        | 1                                      | 0,04%                                  |
| Madžari                                | Madžari                                |                                        | 1                                      | 0,04%                                  |
| Neznano                                | Neznano                                |                                        | 7                                      | 0,30%                                  |